# 钢盔前线士兵联盟

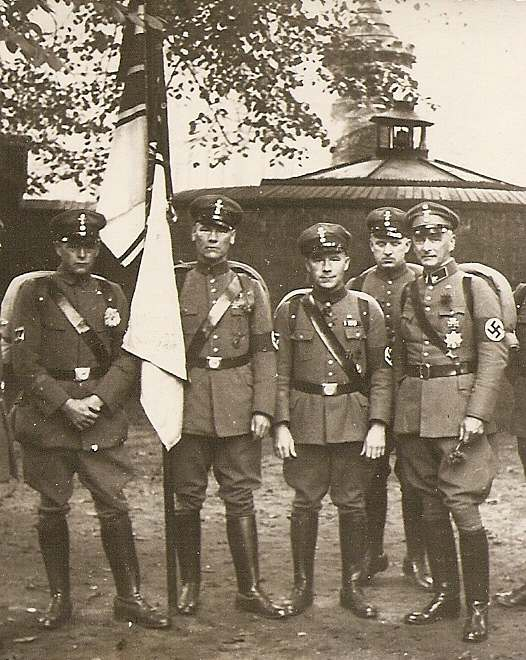
1934年钢盔团与冲锋队合并后的成员着装

钢盔前线士兵联盟（德語：Stahlhelm, Bund der Frontsoldaten），简称“钢盔”（德語：Der Stahlhelm）是一战结束后德国的准军事组织之一。在魏玛共和国末期是德国国家人民党的武装组织。1933年纳粹党掌权后，这一组织在一体化进程中被重名为“国家社会主义前线战士联盟”（Nationalsozialistischer Deutscher Frontkämpferbund），其大部被吸纳进冲锋队中。